# Protosticta foersteri
Protosticta foersteri là loài chuồn chuồn trong họ Platystictidae. Loài này được Laidlaw mô tả khoa học đầu tiên năm 1902.